# Chiesa di Santa Maria della Pace (Alzano Lombardo)
La chiesa di santa Maria della Pace di Alzano Lombardo si trova ai margini di quella che un tempo era l'antica fortificazione del centro storico, attigua all'ospedale Pesenti-Fenaroli.

## Storia
Edificata in luogo di un piccolo cenobio dei frati di San Bartolomeo, ai tempi utilizzato come ricovero per viandanti, venne eretta nel XVI secolo, in seguito ad alcune donazioni volte a favorire l'insediamento di un convento di frati minori, obbedienti alla regola di san Francesco.
La prima pietra fu posata nel 1520, mentre la consacrazione avvenne soltanto nel 1580.
Unitamente alla chiesa venne edificato anche il convento, terminato nella seconda metà del XVII secolo, che comprendeva due chiostri ed un dormitorio, nei quali si svolgeva la vita monastica .
Nel 1597 i Riformati sostituirono i frati minori, rendendo il luogo un centro miniatorio di grande importanza.
Dopo la soppressione dell'ordine religioso, avvenuto nel 1810 in seguito alle normative napoleoniche, la struttura venne inizialmente adibita ad alloggio per i militari, venendo acquistata nel 1818 da Martino Zanchi, che ne fece un ospedale, chiamato "casa degli incurabili" e destinato ai poveri ed ai bisognosi del paese. Dieci anni più tardi si fuse con la Congregazione della Carità, assumendo il nome di "Pia casa di Ricovero Martino Zanchi". Attualmente l'istituzione è ancora esistente ed opera in una struttura inclusa all'interno del parco Montecchio.
Nel 2005 la chiesa, tranne gli arredi, venne acquisita dalla parrocchia di Alzano.

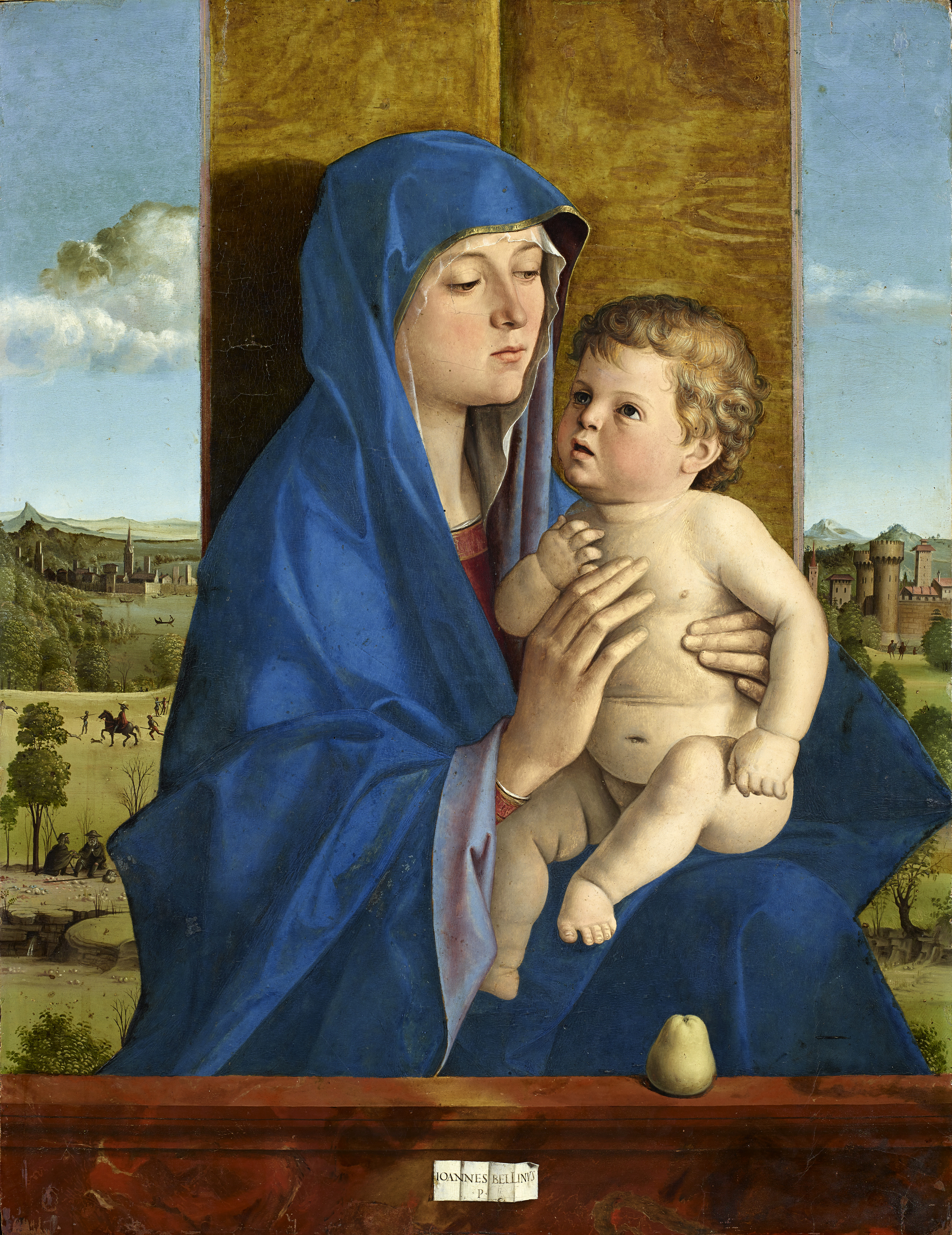
Bellini, Giovanni - Madonna di Alzano - Accademia Carrara

## Descrizione
L'edificio consiste in una struttura con navata unica, al cui interno si trovano cinque altari per parte: tra questi degno di nota è l'altare maggiore, opera di Giovan Battista Caniana e della figlia Caterina (anno 1740), composto da intarsi lignei di grande effetto.
Numerose sono le opere ivi custodite: l'Immacolata Concezione, tela d'altare eseguita da Ponziano Loverini (XX secolo), la Madonna del Buon Consiglio di Giovanni Moriggia (XVIII-XIX secolo), la Veronica della bottega di Enea Salmeggia e L'educazione di Maria di Giandomenico Cignaroli. Tra gli altri vi era anche la Madonna di Alzano del pittore veneziano Giovanni Bellini, conservato nella pinacoteca dell'Accademia Carrara di Bergamo, che dopo le soppressioni napoleoniche finì sul mercato delle opere d'arte di antiquariato per diventare proprietà di Giovanni Morelli.
La struttura richiama i canoni architettonici francescani, con uno stile rinascimentale-gotico. La volta, sorretta da archi a tutto sesto, è decorata da affreschi, alcuni dei quali rovinati a causa dell'abbandono e dell'incuria, tra i quali spicca un ciclo raffigurante i Miracoli di Cristo.
Dei due chiostri invece soltanto il primo si trova in buono stato di conservazione, mentre il secondo è stato inglobato nell'annesso ospedale civile.